# Golakganj
Golakganj är en ort i Indien.   Den ligger i distriktet Dhuburi och delstaten Assam, i den östra delen av landet, 1 300 km öster om huvudstaden New Delhi. Golakganj ligger 31 meter över havet och antalet invånare är 8 124.
Terrängen runt Golakganj är mycket platt. Runt Golakganj är det tätbefolkat, med 459 invånare per kvadratkilometer. Närmaste större samhälle är Gauripur, 14,0 km öster om Golakganj. Trakten runt Golakganj består till största delen av jordbruksmark.